# My
My (av forngrekiska μῦ my) (versal: Μ, gemen: μ) är den tolfte bokstaven i det grekiska alfabetet. Den hade i det joniska talbeteckningssystemet talvärdet 40. My motsvarar M, m i det latinska alfabetet och М, м i det kyrilliska alfabetet.
Gemena my används som prefix i måttenheter för att beteckna mikro, en miljondel av den ursprungliga måttenheten. Exempelvis är en μF (mikrofarad) lika med 1/1 000 000 farad.

## Datoranvändning

### Windows
I Windows kan det gemena µ:et skrivas med alt-gr+m på tangentbordet (man får U+00B5 som infördes för mikroprefixets skull).

### Unicode
|   | decimalt | hexadecimalt | HTML    |
| - | -------- | ------------ | ------- |
| µ | 181      | U+00B5       | &micro; |
| μ | 956      | U+03BC       | &mu;    |
| Μ | 924      | U+039C       | &Mu;    |

Av historiska skäl finns två µ i Unicode, den ena finns i Latin-1 och avser i första hand mikroprefixet, och den andra är en del av den grekiska delen av Unicode.